# アナパラ〜Oh!ラフィーキ〜
『アナパラ〜Oh!ラフィーキ〜』は、朝日放送ラジオ（ABCラジオ）・インターネットラジオ「Webio（ウェビオ）」および関連会社のスカイ・A sports+で放送・配信していた番組（音声コンテンツ）。同局のアナウンサーが交代でパーソナリティを務めたほか、番組の企画・制作にも携わっていた。タイトルに使われている「ラフィーキ」は、スワヒリ語で「友達」を意味する。
1998年10月から2000年3月までは、朝日放送ラジオ（ABCラジオ）でレギュラー番組として放送（以下「ラジオ版」と略記）。2000年4月から2010年までは、Webioでオンデマンド配信（以下「Webio版」と略記）を実施するとともに、スカイ・A sports+でも映像付きの番組（以下「スカイA版」と略記）として放送されていた。
なお、この記事では、2012年6月15日から2014年4月20日までYouTube上の朝日放送公式チャンネルで配信していた番組（動画コンテンツ）『アナパラ〜アナウンサーパラダイス～』も取り上げる。

## 歴史

### 『アナパラ〜Oh!ラフィーキ〜』
初期のプロデューサーは、当時アナウンサーでもあった戸石伸泰（後に報道局の記者も兼務。2017年に嘱託としてアナウンサー復帰）。戸石が人事異動で記者職に専念するようになってからは、番組終了まで中村智子（当時アナウンサー、現在は編成局番組宣伝部）がプロデューサーを務めた。
ちなみに朝日放送では、現在に至るまで、テレビ・ラジオで全国高校野球選手権大会の全国大会を中継している期間にアナウンサーのスケジュールを中継に対応させている。当番組を大会期間中に放送する場合には、収録の時間を確保できないことから、ラジオドラマなどの特別企画を放送していた。

### ラジオ版
1998年10月に、ABCの若手アナウンサーが日替わりで担当する番組として放送を開始。1999年9月までの放送時間は、毎週月曜日- 木曜日の21:00 - 21:50であった。
その後、朝日放送ラジオ（ABCラジオ）の1999年10月改編で、放送時間を毎週土曜日の21:00 - 22:00に変更。パーソナリティも、藤崎健一郎・高野直子の両アナウンサーに固定した。しかし、2000年4月改編で、ラジオでのレギュラー放送を終了。Webioでのオンデマンド配信およスカイ・Aでの放送へ移行するとともに、当番組の放送枠で『ABCミュージック21』の放送を開始した。
なお、朝日放送ラジオ（ABCラジオ）では2010年10月17日に、1時間の特別番組『アナパラジオ〜Oh!ラフィーキ〜』を編成。『Oh!ラフィーキ』名義の番組としては、レギュラー放送終了後10年半振りにラジオでの放送が実現した。同番組では、当時Webio版で実施していた複数のアナウンサーによるフリートークを2本立て形式で放送（前半：中村・芦沢誠・保坂和拓・高橋大作、後半：中村智子・小寺右子・北村真平・角野友紀）。朝日放送テレビ・ラジオにおける過去の人気番組の歴史を、和沙哲郎による番組テーマ曲のリコーダー演奏とともに紹介する企画も実施した。

#### Webio・スカイA版
2010年4月から、Webioでのオンデマンド配信を前提に、複数のアナウンサーによるフリートーク（前述）を主体にした30分番組としてリニューアル。通常は、毎週木曜日に収録したうえで、翌日（金曜日）の午前中に更新していた。また、月に1回のペースで、収録の模様をテレビカメラで撮影。その模様を30分番組として、スカイ・Aでも放送していた。
Webio版は、2010年10月29日配信分で終了。スカイ・A版は、同年12月まで放送された。

### 『アナパラ〜アナウンサーパラダイス〜』
2012年6月5日から2014年4月20日まで、YouTube公式チャンネルの動画コンテンツとして配信。毎週水曜日に、新しいコンテンツを公開していた。コンテンツの収録時間は企画内容によって異なるが、新規配信の終了後も、コンテンツの公開は継続している。
パーソナリティは基本として、現役の女性アナウンサー（喜多ゆかり・乾麻梨子・八塚彩美）が週替わりで1名ずつ担当。3名以外のアナウンサーも、交互に出演する。また、スタジオでのフリートークに加えて、朝日放送の番組収録・新人アナウンサー研修の現場へ随時赴いていた。

## パーソナリティ
レギュラーで担当した朝日放送アナウンサー（担当時点）のみ記載

### 『アナパラ〜Oh!ラフィーキ〜』
- 藤崎健一郎（ラジオ版、1999年10月 - 2000年3月）
- 高野直子（ラジオ版、1999年10月 - 2000年3月）
- 中村智子（Webio・スカイA版、2000年4月 - 番組終了、プロデューサーを兼務）

### 『アナパラ〜アナウンサーパラダイス〜』
- 喜多ゆかり
- 乾麻梨子
- 八塚彩美

基本として、上記のアナウンサーから週替わりで1名が出演。